# Parksley (Virginia)
Parksley es un pueblo situado en el condado de Accomack, Virginia  (Estados Unidos). Según el censo de 2010 tenía una población de 842 habitantes.

## Demografía
Según el censo del 2000, Parksley tenía 837 habitantes, 363 viviendas, y 226 familias. La densidad de población era de 529,8 habitantes por km ².
De las 363 viviendas en un 27,3% vivían niños de menos de 18 años, en un 47,9% vivían parejas casadas, en un 11,6% mujeres solteras, y en un 37,5% no eran unidades familiares. En el 32,8% de las viviendas vivían personas solas el 18,2% correspondía a personas de 65 años o más que vivían solas. El número medio de personas viviendo en cada vivienda era de 2,31 y el número medio de personas que vivían en cada familia era de 2,87.
Por edades la población se repartía de la siguiente manera: un 23,3% tenía menos de 18 años, un 5,9% entre 18 y 24, un 28,1% entre 25 y 44, un 21,3% de 45 a 60 y un 21,5% 65 años o más.
La edad media era de 41 años. Por cada 100 mujeres de 18 o más años había 81,4 hombres.
La renta media para vivienda era de 35.313 dólares y la renta media para familia de 45.227 dólares. Los hombres tenían una renta media de 30.909 dólares mientras que las mujeres 21.538 dólares. La renta per cápita de la población era de 17.855 dólares. En torno al 4,8% de las familias y el 6,8% de la población estaban por debajo del umbral de pobreza.

## Localidades adyacentes
El siguiente diagrama muestra a las localidades más próximas a Parksley.